# 12 Bar Blues
12 Bar Blues es el álbum lanzado el 31 de marzo de 1998 con el que debuta como solista el vocalista de la banda estadounidense Stone Temple Pilots Scott Weiland. El sonido y estilo es diferente al trabajo de la banda.

## Lista de canciones
1. «Desperation #5» - 4:05
2. «Barbarella» - 6:36
3. «About Nothing» - 4:48
4. «Where's the Manv - 4:55
5. «Divider» - 4:23
6. «Cool Kiss» - 4:55
7. «The Date» - 5:21
8. «Son» - 5:04
9. «Jimmy Was a Stimulator» - 3:58
10. «Lady, Your Roof Brings Me Down» - 5:26
11. «Mockingbird Girl» - 5:02
12. «Opposite Octave Reaction» - 4:18